# Germania – Vierteljahrsschrift für Deutsche Alterthumskunde
Germania. Vierteljahrsschrift für Deutsche Alterthumskunde ist der Titel einer germanistischen Zeitschrift, die sich mit althochdeutscher und mittelhochdeutscher Literatur befasst. Sie wurde 1856 von Franz Pfeiffer begründet und erschien anfangs in Stuttgart bei J.B. Metzler, später in Wien bei Carl Gerhold’s Sohn.
Nach zwölf Bänden wurde eine „Neue Reihe“ begonnen, Band 13 entspricht also Band 1 der Neuen Reihe. Der letzte Band (37, Neue Reihe: 25) erschien 1892.
Herausgeber waren Franz Pfeiffer (1856–1868), Karl Bartsch (1869–1887) und Otto Behaghel (1888–1892).